# (18720) Jerryguo
(18720) Jerryguo (1998 HP145) – planetoida z pasa głównego asteroid okrążająca Słońce w ciągu 5,61 lat w średniej odległości 3,16 j.a. Odkryta 21 kwietnia 1998 roku.